# Eriovixia
Eriovixia es un género de arañas araneomorfas de la familia Araneidae. Se encuentra en el Sur de Asia y África subsahariana.

## Lista de especies
Según The World Spider Catalog 12.0:
- Eriovixia cavaleriei (Schenkel, 1963)
- Eriovixia enshiensis (Yin & Zhao, 1994)
- Eriovixia excelsa (Simon, 1889)
- Eriovixia gryffindori (Ahmed et al., 2016)
- Eriovixia hainanensis (Yin, Wang, Xie & Peng, 1990)
- Eriovixia huwena Han & Zhu, 2010
- Eriovixia jianfengensis Han & Zhu, 2010
- Eriovixia laglaizei (Simon, 1877)
- Eriovixia mahabaeus (Barrion & Litsinger, 1995)
- Eriovixia menglunensis (Yin, Wang, Xie & Peng, 1990)
- Eriovixia napiformis (Thorell, 1899)
- Eriovixia nigrimaculata Han & Zhu, 2010
- Eriovixia palawanensis (Barrion & Litsinger, 1995)
- Eriovixia patulisus (Barrion & Litsinger, 1995)
- Eriovixia poonaensis (Tikader & Bal, 1981)
- Eriovixia pseudocentrodes (Bösenberg & Strand, 1906)
- Eriovixia rhinura (Pocock, 1899)
- Eriovixia sakiedaorum Tanikawa, 1999
- Eriovixia sticta Mi, Peng & Yin, 2010
- Eriovixia turbinata (Thorell, 1899)
- Eriovixia yunnanensis (Yin, Wang, Xie & Peng, 1990)